# Syndicat général de la police-Force ouvrière
 (juin 2023).
Si vous disposez d'ouvrages ou d'articles de référence ou si vous connaissez des sites web de qualité traitant du thème abordé ici, merci de compléter l'article en donnant les références utiles à sa vérifiabilité et en les liant à la section « Notes et références ».
Le Syndicat général de la Police-Force Ouvrière, abrégé SGP-FO, est un ancien syndicat professionnel de la Police nationale affilié à la Confédération générale du travail - Force ouvrière. 
Les 13 et 14 février 2013, le SGP-FO est dissous pour créer Unité SGP Police-Force Ouvrière, faisant ainsi aboutir le processus de rapprochement initié en 2009 avec le Syndicat Unité Police Le Syndicat Unique. Ce processus avait notamment permis à ces deux organisations de remporter près de 48 % des suffrages chez les lors des élections professionnelles de janvier 2010.
Le dernier secrétaire général a été Nicolas Comte et le dernier secrétaire général adjoint Frédéric Galéa.